# Naghsh-e Jahanstadion
Het Naghsh-e Jahanstadion (Perzisch: ورزشگاه نقش جهان) is een multifunctioneel stadion in Isfahan, een stad in Iran. 
De bouw van het stadion begon in 1999 en duurde tot de opening op 11 februari 2003. Het stadion heeft twee verdiepingen. Op het onderste niveau is plaats voor ongeveer 42.000 toeschouwers en het bovenste gedeelte 33.000. Bij de bouw van het stadion was architect Kang Cheol-Hee betrokken. In het stadion ligt een grasveld van 105 bij 68 meter. Om het grasveld heen ligt een atletiekbaan. Het werd gerenoveerd in 2006 en 2015. In 2015 vond een grondige renovatie plaats waarna de heropening plaatsvond op 2 november 2016.
Het stadion wordt vooral gebruikt voor voetbalwedstrijden, de voetbalclub Sepahan FC maakt gebruik van dit stadion.

## Afbeeldingen

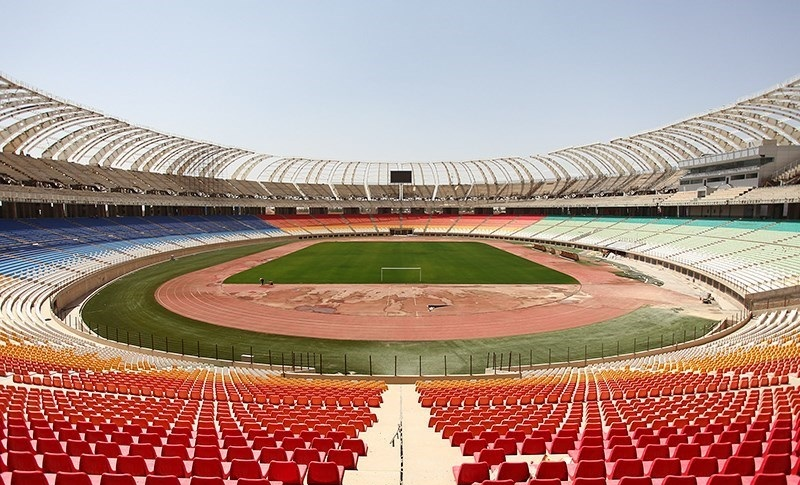
Foto vanuit de tribune, gemaakt in 2016.
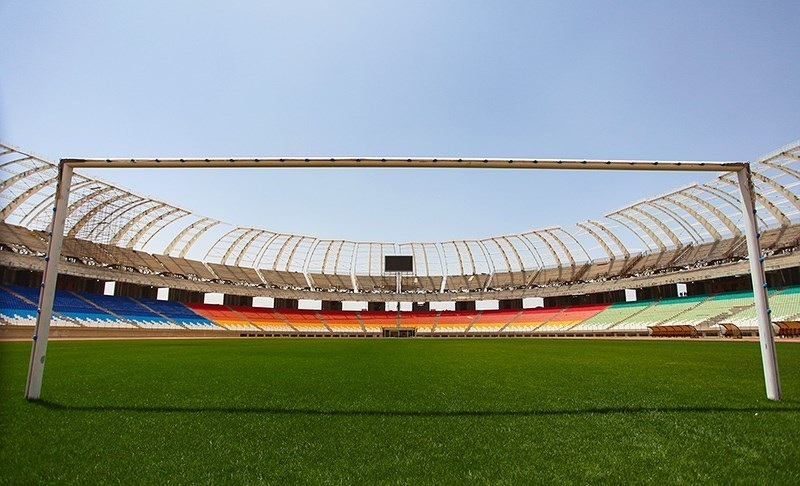
Foto vanuit het doel, gemaakt in 2016.